# 鞭状天线

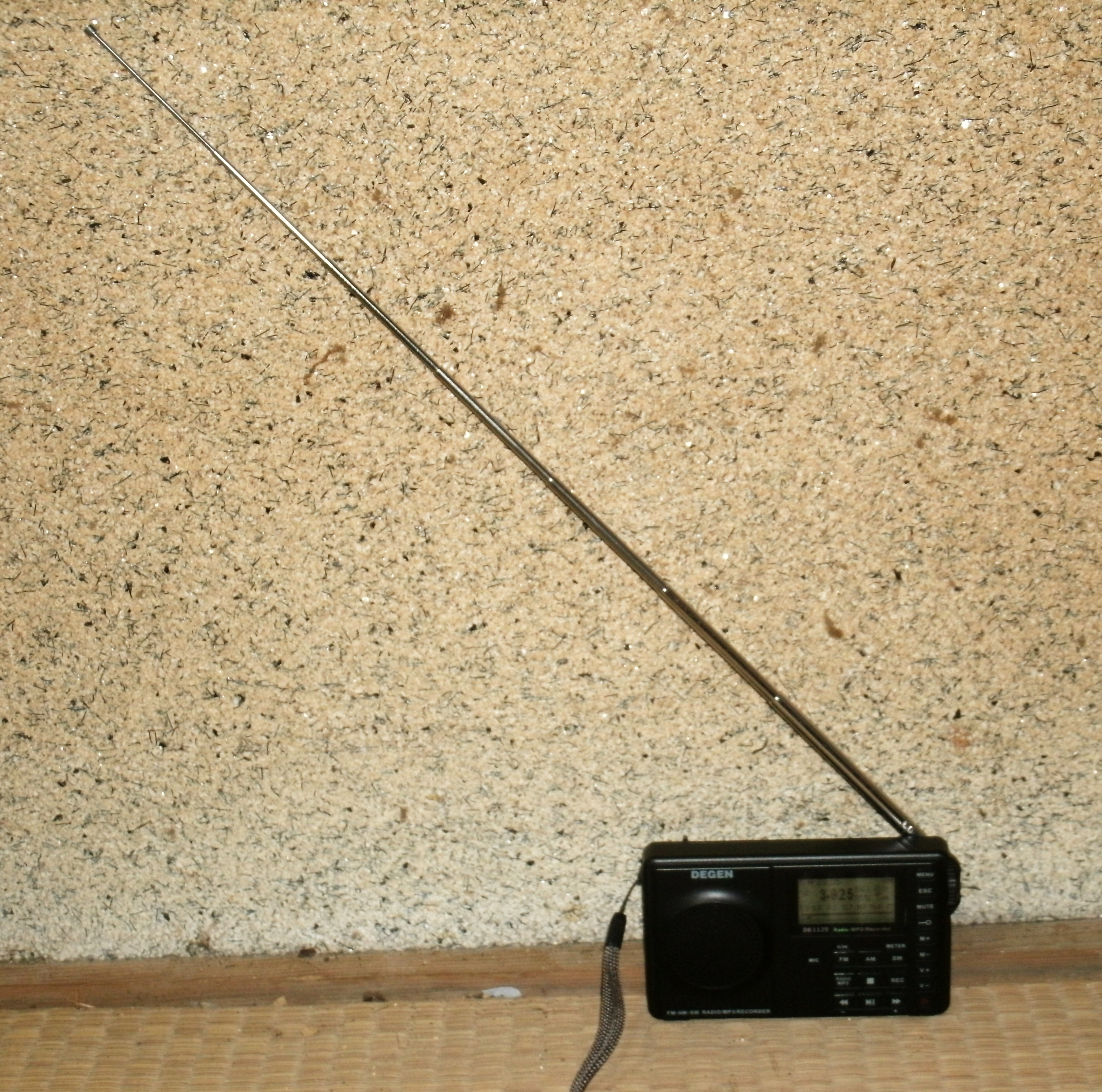
便携式调频收音机接收器上的鞭状天线

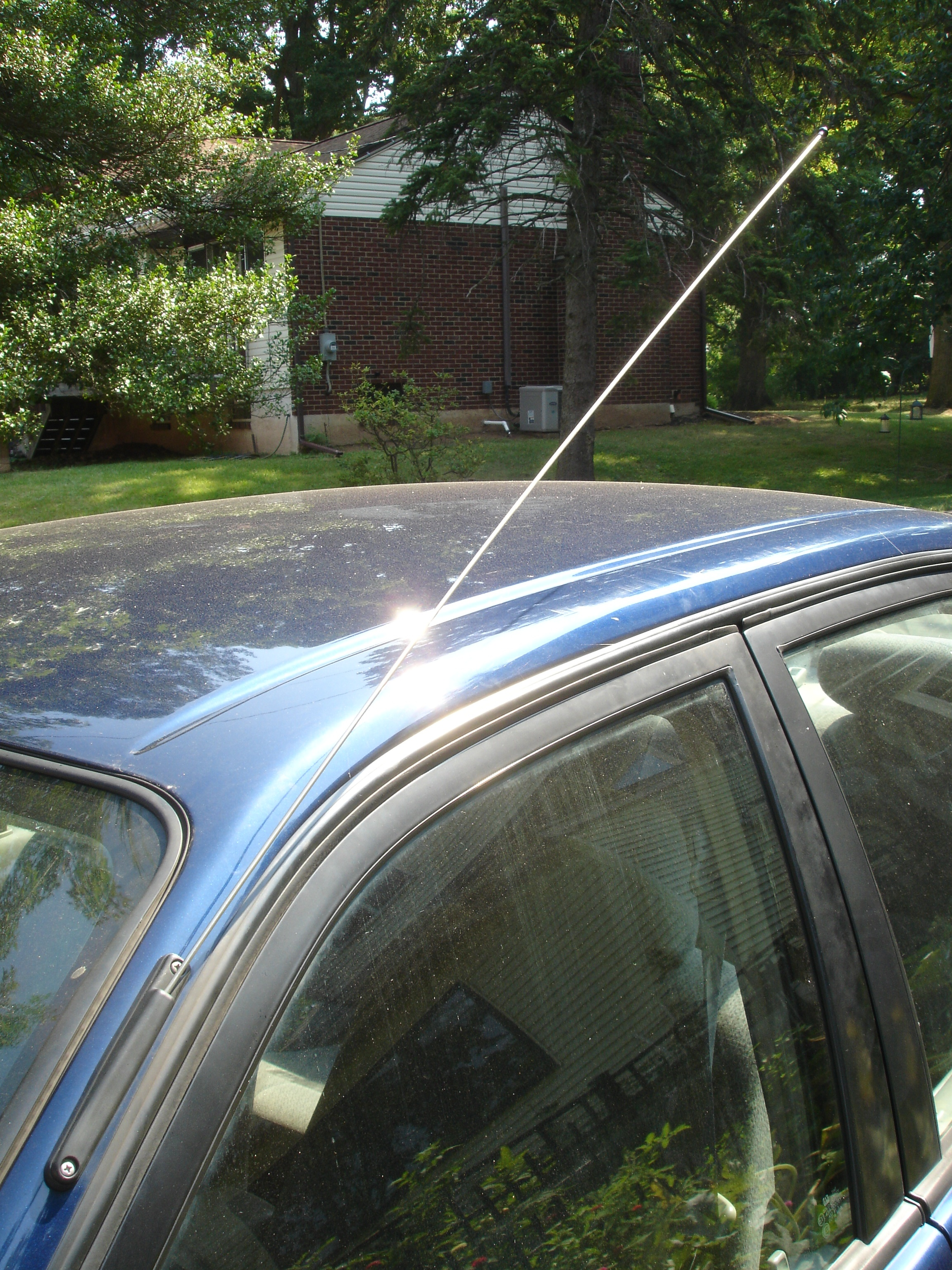
汽车上的鞭状天线

鞭状天线是一种由柔软的直导线或长杆组成的天线。其底端与无线电接收器或发射器相连。鞭状天线属于单极天线。该种天线因柔性设计而不易折断。其名称源自于它在受到干扰时表现出的鞭状运动。用于便携式收音机的鞭状天线通常由一系列互锁的伸缩金属管制成，因此在不使用时可以缩回。安装在车辆和建筑物上的较长的鞭状天线由围绕线芯的柔性玻璃纤维棒环绕线芯制成，长度可达11米（35英尺）。
鞭状天线的理想长度取决于其所使用的无线电波的波长。最常见的是四分之一波长（长度约为1/4波长）的鞭状天线。但鞭状天线的长度也可以根据设计需求变更，从1/10波长的紧凑型电短波天线，到5/8波长的提高指向性的鞭状天线，不一而足。
鞭状天线是最常见的单极天线类型，工作于频率较高的HF、VHF和UHF无线电频段。它们广泛用作手持收音机、无绳电话、对讲机、FM 收音机、无线扬声器和Wi-Fi设备的天线，也常见于汽车收音机和车载双向无线电设备，安装在各类轮式车辆和飞机上。安装在屋顶、阳台和无线电桅杆上的大型鞭状天线，则主要用作业余无线电，以及警察、消防、救护车、出租车等车辆调度的基站天线。

## 辐射方向图
鞭状天线是单极天线，与垂直偶极子天线一样具有全向辐射方向图，在所有方位角（垂直于天线轴线）辐射相等的无线电功率，辐射功率随仰角下降。长度小于半波长的鞭状天线（包括常见的四分之一波长鞭状天线）具有单个主瓣，其下方为完美导电的接地平面，最大场强位于水平方向，沿轴单调下降至零。如果接地层较小或不完全导电，或者其下方没有接地层，通常会导致主瓣向上倾斜，因此达到最大功率的方向不再是水平方向，而是以一定角度朝向天空的方向。
长度超过半波长的天线的方向图是具有由多个圆锥形“波瓣”组成的图案；在多个仰角处存在辐射最大值；天线的电长度越长，方向图的波瓣就越多。
垂直鞭状辐射垂直极化无线电波，电场垂直，磁场水平。
垂直鞭状天线广泛用于发射器（或接收器）的方向未知或不断变化的地球表面的非定向无线电通信，例如在便携式FM 无线电接收器、对讲机和双向无线电通信中车辆中的收音机。这是因为它们在所有水平方向上的传输（或接收）效果都一样好，因而向天空辐射散失的无线电能量很少。

## 长度
鞭状天线通常被设计为谐振天线；天线的线杆充当无线电波的谐振器，电压和电流的驻波从其末端来回反射。因此，天线杆子的长度由所使用的无线电波的波长（{\displaystyle \lambda }）决定。最常见的长度约为波长的四分之一（{\displaystyle {\tfrac {1}{4}}\lambda }），称为“四分之一波长的鞭状天线”（尽管通常通过使用加载线圈来缩短；请参阅下面的电短鞭状信天线）。例如，美国FM收音机上使用的常见四分之一波长的鞭状天线大约有75 cm（2.5英尺）长，大约是FM 无线电频段无线电波长度的四分之一，即2.78至3.41米（9至11英尺）长。
半波长（{\displaystyle {\tfrac {1}{2}}\lambda }长）的鞭状天线具有更大的增益。而八分之五（ {\displaystyle {\tfrac {5}{8}}\lambda }长）的鞭状天线，具有单极子可实现的最大水平增益，而这也是常见的长度。

## 增益和辐射电阻
天线的增益和输入阻抗取决于鞭状元件长度与波长的比例，也还取决于所使用的接地平面（如果有）的尺寸和形状。在完美导电、无限大的地面上工作的四分之一波长垂直天线的增益为5.19dBi，辐射电阻约36.8欧姆。然而，除非接地平面的直径达到数个波长的数量级，否则在实际工作中天线中永远不会达到此增益水平。对于具有接地平面的半波长（{\displaystyle {\tfrac {1}{2}}\lambda }）的鞭状天线，其典型增益是2dBi。安装在车辆上的鞭状天线使用车辆的金属蒙皮作为接地层。在手持设备中，通常不提供明确的接地平面，天线馈线的接地侧仅连接到设备电路板上的接地（公共地）。因此，此时无线电设备本身充当了基本的接地层。但如果无线电设备底盘并不比天线本身大很多，那么拉杆和无线电的组合更像是非对称偶极天线，而不是单极天线。增益将略低于偶极子或接地平面足夠大的四分之一波长鞭状天线。
未安装在收音机本身上的鞭状天线通常使用50或75欧姆阻抗的同轴电缆馈线进行馈送。在发射天线中，天线的阻抗必须与馈线相匹配，以实现最大功率传输。
半波长（长度{\displaystyle {\tfrac {1}{2}}\lambda } ）鞭状天线的增益比四分之一波长鞭状天线稍高，但它在杆底部的馈电点处有一个电流节点，因此它具有非常高的输入阻抗。如果它无限薄，天线将具有无限的输入阻抗，但典型的、实用的半波鞭状天线由于其有限的宽度，阻抗为800—1,500欧姆。这些通常通过阻抗匹配变压器或四分之一波短截线匹配部分（例如，J极天线）馈送。这种天线有一个优点：因为它充当偶极子，所以不需要接地层。
单极天线的最大增益在八分之五波长{\displaystyle {\tfrac {5}{8}}\lambda }的长度处实现。所以这也是鞭状天线的常见长度。然而，在这个长度下，辐射方向图呈现为一个水平波瓣和一个呈60°角的小第二波瓣，因此高角度辐射效果较差。输入阻抗约为40欧姆。

## 接地平面天线
在未安装在导电表面上的鞭状天线（例如安装在桅杆上的鞭状天线）中缺乏来自地平面的反射无线电波会导致辐射图的波瓣向天空倾斜，因此水平方向辐射的功率较少，不适合地面通信。此外，单极元件的不平衡阻抗会在支撑杆中和同轴馈线的接地屏蔽导体外部引起射频电流，导致这些结构辐射无线电波，这通常对辐射图产生有害影响。
为了避免这种情况发生，当在建筑物上固定鞭状天线时，通常使用一个人工“接地平面”，该人工“接地平面”由三到四根四分之一波长长的杆子组成，连接到馈线的另一侧，从拉杆底部水平延伸。 这称为接地平面天线。 这几个短线元件用于接收来自驱动元件的位移电流并将其返回到传输线的接地导体，使天线在某种程度上表现得就像它下面有一个连续的导电平面。

具有水平地线的四分之一波长的地平面天线的辐射电阻约为22欧姆，与同轴电缆馈线的匹配性较差，并且辐射图的主瓣仍然向天空倾斜。通常（参见图片）接地平面杆以45度角向下倾斜，这具有降低辐射图的主瓣的效果，因此更多的功率在水平方向上辐射，并增加了输入阻抗与标准 50欧姆同轴电缆良好匹配。为了匹配75欧姆同轴电缆，可以将接地平面的两端向下翻转或使用折叠单极驱动元件。

## 电短鞭天线

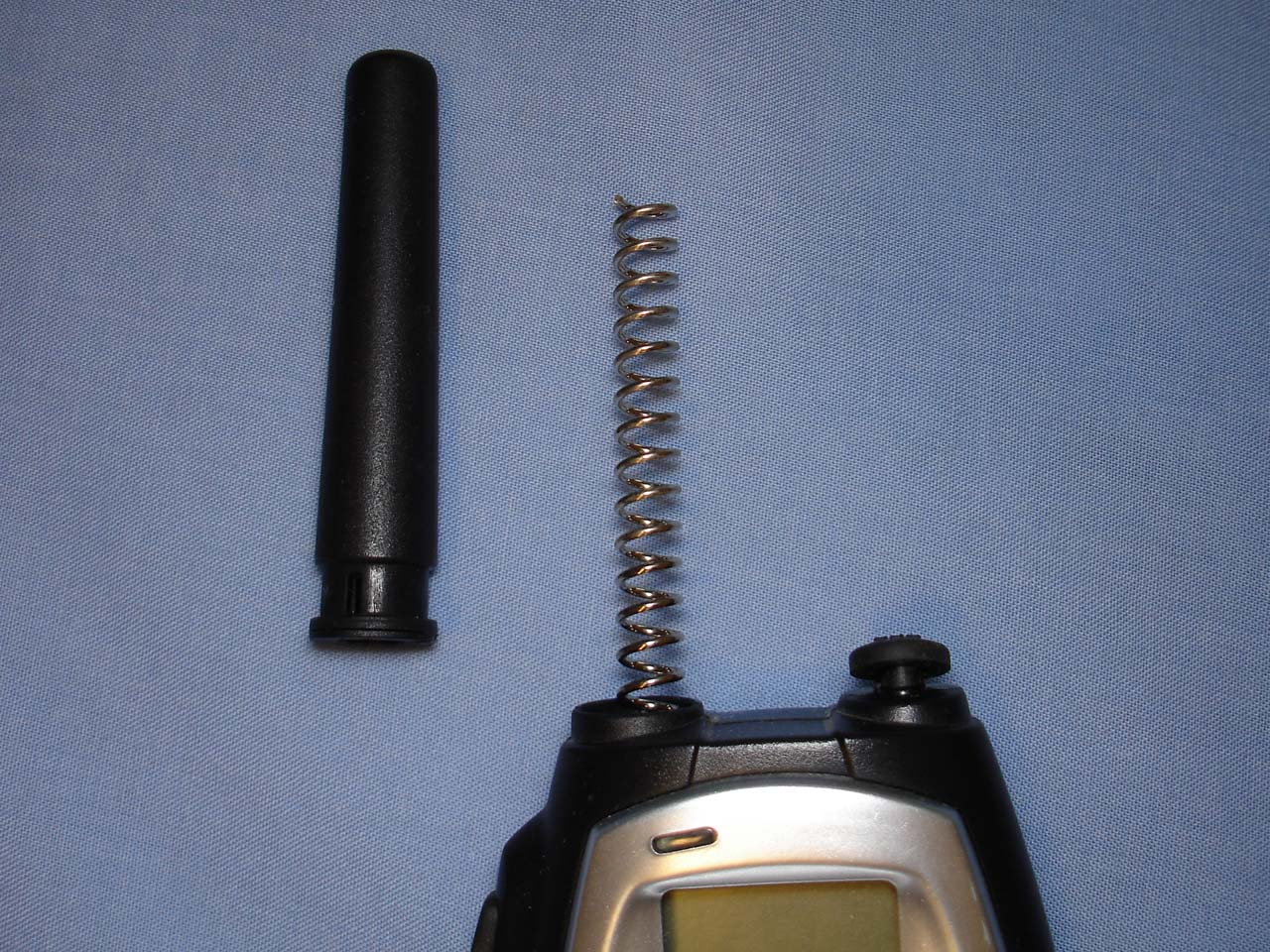
手持式UHF CB收发器上的橡皮鸭天线是一种常见的电动鞭状天线。移除的橡胶护套（左） 。

为了减少鞭状天线的长度以使其不那么笨重，其上通常会串联一个电感器（负载线圈）。这使得天线可以比四分之一波长的正常长度短得多，并且通过抵消短天线的容抗而仍然谐振。这称为电短鞭天线。线圈添加在天线的底部（称为底部加载天线）或偶尔添加在中间（中心加载天线）。在最广泛使用的橡皮鸭天线种类中，通过用弹性线的窄螺旋制成天线，将加载线圈与天线本身集成在一起。螺旋线将电感沿天线的长度分布，改善了辐射方向图，并使其更加灵活。有时用于缩短天线的另一种替代方法是在末端添加“容量帽”、金属屏蔽或辐射线。然而，所有这些电短鞭状天线的增益都低于四分之一波长的天线。
多频段操作时可以使用大约二分之一波长或三分之一波长和三分之二波长的线圈，它不会对最低频段的天线产生太大影响，但它会在较高频段处产生堆叠偶极子的效果（通常为×2或×3 频率）。
在较高频率下，馈电同轴电缆可以上升到导管的中心。导管和天线的绝缘交界处由同轴电缆馈电，同轴电缆进入的下管端有一个绝缘支架。这种垂直鞭状天线是全偶极子，因此不需要接地平面。它通常在地面以上几个波长处工作得更好，因此通常仅限于微波频段。

## 车载天线的损坏情况
车辆上的鞭状天线可能会被自动洗车设备损坏，尤其是那些使用旋转刷磨擦车身外部污垢的设备。 由于刷子必须与车辆表面接触，因此它们可能会使鞭状天线弯曲或完全折断。一般建议将这些天线取下或缩回，以便刷子不接触天线。又或者车主只能使用“非接触式”喷射自动洗车机。

## 脚注
1. ↑  在任何无线电频率下，馈线都可以穿过金属桅杆，但中心馈线在高频波段天线中并不常见。在 2.4 GHz 频段，馈线通常穿过天线辐射器的中心，但也有适用于 50 MHz 至 80 MHz 频段的军用馈线，并且是 SINCGARS 无线电 30-88 MHz 频段的标准配置。